# Godljevo
Godljevo (en serbe cyrillique : Годљево) est un village de Serbie situé dans la municipalité de Kosjerić, district de Zlatibor. Au recensement de 2011, il comptait 257 habitants.

## Démographie

### Évolution historique de la population
| 1948 | 1953 | 1961 | 1971 | 1981 | 1991 | 2002 | 2011 |
| ---- | ---- | ---- | ---- | ---- | ---- | ---- | ---- |
| 698  | 683  | 626  | 508  | 412  | 371  | 348  | 257  |

|  |

## Économie
La petite entreprise agricole Kas travaille dans la réfrigération des fruits, notamment les prunes et les framboises, produits dans le secteur.